# Drosophila kallima
Drosophila kallima är en tvåvingeart som beskrevs av Wheeler 1957. Drosophila kallima ingår i släktet Drosophila och familjen daggflugor.
Artens utbredningsområde är Nicaragua och Panama.